# Kachurivka
Kachurivka (del ucraniano: Качурівка) es una localidad del Raión de Kotovsk en el Óblast de Odesa de Ucrania. Según el censo de 2001, cuenta con una población de 653 habitantes.